# Wapen van Beetsterzwaag

Wapen van Beetsterzwaag

Het wapen van Beetsterzwaag is het dorpswapen van het Nederlandse dorp Beetsterzwaag, in de Friese gemeente Opsterland. Het wapen werd in 1976 geregistreerd.

## Beschrijving
De blazoenering van het wapen luidt als volgt:
Kepersgewijs doorsneden: I. In blauw een gouden, rood gevoerde, antieke kroon van 7 punten, beneden vergezeld van twee gouden klavers. II. In goud een groene boom op dito grasgrond en ter hoogte van de stam aan weerszijden vergezeld van een rode eikel.
De heraldische kleuren zijn: azuur (blauw), keel (rood), goud (goud) en groen (sinopel).

## Symboliek
- Blauw veld: verwijzing naar het Koningsdiep ten zuiden van het dorp.[2]
- Kroon: verwijst eveneens naar het Koningsdiep.[2]
- Gouden klavers: symbool voor de landbouw in het gebied.[3]
- Gouden veld: staat voor de zandrug waar het dorp op ontstaan is.[3]
- Boom: duidt op de rechtspraak aangezien in Beetsterzwaag een rechthuis stond.[2]
- Rode eikel: ontleend aan de wapens van meerdere adellijke families die hier bezit hadden: Hemminga, Van Boelens, Van Teyens, Lycklama à Nijeholt en Van Harinxma thoe Slooten.[2]

## Zie ook

Vlag van Beetsterzwaag